# Moschea di Mangalia
La moschea di Mangalia (anche detta moschea Esmahan Sultan) è la principale moschea della città di Mangalia e la più antica di Romania.

## Storia
La moschea fu costruita nel 1575 da Esmahan, figlia del sultano ottomano Selim II. Durante il periodo comunista l'edificio era abbandonato ma dopo la Rivoluzione rumena del 1989 cominciarono i lavori di restauro della moschea e dell'adiacente cimitero turco le cui lapidi hanno 300 anni di storia. L'edificio è oggi utilizzato come luogo di culto dalle circa 800 famiglie musulmane delle comunità turca e tatara della zona.